# Charles Dias
Charles Dias Barbosa de Oliveira (Belém, 4 de abril de 1984) é um futebolista brasileiro. Atualmente, joga pelo Pontevedra, da Espanha, como atacante.

## Carreira
Filho do ex-jogador Careca (destaque do futebol paraense na década de 1980), Charles Dias iniciou sua carreira profissional em 2004, aos 20 anos, no Pontevedra, um clube espanhol da região da Galiza, no qual jogou até 2010. Depois de se transferir para o Córdoba, onde atuou por duas temporadas, foi contratado pelo Almería, onde se destacou ao liderar o clube no retorno à primeira divisão do futebol espanhol e se sagrar artilheiro da Segundona Espanhola, com 27 gols.
Foi contratado pelo Celta de Vigo para a temporada 2013-2014.
Após os 2 gols contra o Real Madrid pelo Campeonato Espanhol, recebeu um telefonema de Luiz Felipe Scolari, atual técnico na Seleção Brasileira de Futebol, o parabenizando pelos 12 gols na La Liga e prometendo que o convocará em caso de lesão do Hulk para uma vaga no ataque para a Copa do Mundo de 2014.
Em junho de 2015 assinou com o clube andaluz Málaga CF.

## Vida pessoal
Charles Dias é primo dos atacantes atacante Igor e Yuri, ambos com passagens por clubes de Portugal e Espanha.É também filho do ex-atacante Careca, ex-jogador do Paysandu e do Santos, e sobrinho de Samuel Cândido, ex-comandante de diversas equipes no Pará.

## Títulos
Feirense
- Segunda Divisão de Portugal: 2002–03

### Individual
- Artilheiro da Segunda Divisão Espanhola: 2012–13